# کاکتوس (فیلم ۲۰۰۸)
«کاکتوس» (انگلیسی: Cactus (2008 film)) یک فیلم است که در سال ۲۰۰۸ منتشر شد. از بازیگران آن می‌توان به برایان بران، شین جاکوبسون و سلیا ایرلند اشاره کرد.